# Sopubia stricta
Sopubia stricta là loài thực vật có hoa thuộc họ Cỏ chổi. Loài này được G. Don miêu tả khoa học đầu tiên.